# Segismundo Spina
Segismundo Spina (Itajobi, 16 de junho de 1921 — São Vicente, 22 de dezembro de 2012) foi um poeta e romanista brasileiro, conhecido por seus estudos sobre filologia, literatura medieval e literatura barroca. Era professor emérito da Faculdade de Filosofia, Letras e Ciências Humanas da Universidade de São Paulo.

## Biografia
Natural de Itajobi, no estado de São Paulo, Segismundo Spina formou-se na USP em 1945, em Letras Clássicas. Em 1950, fez o doutorado e, em 1956, a livre-docência. Referência em estudos da obra camoniana, da estética barroca e da literatura medieval, publicou mais de 50 obras, incluindo uma tese sobre a origem da poesia ("Na madrugada das formas poéticas") e obras sobre os gêneros literários na Idade Média.

Aposentou-se em 1986, mas relata-se que leu e estudou até o fim da vida, lançando ainda volumes de poesia. Estava vivendo em São Vicente quando sofreu uma rotura de aneurisma, que o debilitou. Morreu aos 91 anos, após falência cardíaca, e deixou dois filhos e três netos.